# Białe wakacje
Białe wakacje – trzeci album zespołu Ścianka, wydany w 2002 roku przez Sissy Records. W 2015 roku ukazała się reedycja albumu w postaci podwójnej płyty winylowej.

## Historia płyty
W wywiadzie dla trójmiejskiej Gazety Wyborczej Maciej Cieślak wymienił jego inspiracje podczas nagrywania płyty:
- Ford Taunus rocznik 72
- czołówka filmu Zagubiona autostrada Davida Lyncha
- lipiec, powietrze, ławka w parku północnym w Sopocie po godzinie 23
- sierpień w Łodzi[3].

## Informacje o utworach
Motyw na którym oparty jest utwór tytułowy Cieślak wymyślił, gdy miał 17 lat. Utwór „September” oryginalnie pojawił się w innej wersji na płycie demo Robaki. Jedyne nowe piosenki na płycie to „The Hill” (będący druga częścią utworu „September”) i „Harfa Traw”, reszta pochodzi z początkowego okresu działalności grupy. Podczas koncertu w Radiowej Trójce „The Hill” zostało wydłużone o solo gitary elektrycznej podczas którego gra cały zespół, gdzie w oryginale przez cały utwór słychać jedynie głos i gitarę akustyczną.

## Spis utworów

### CD
1. „Got my shoes and my tattoo part 1” – 2:38
2. „Białe wakacje” – 7:33
3. „The hill” – 2:14
4. „Harfa traw” – 4:39
5. „Piosenka nr.2” – 7:02
6. „A-6” – 1:33
7. „Miasta i nieba” – 7:37
8. „Peron 4” – 7:15
9. „September” – 5:20
10. „Got my shoes and my tattoo part 2” – 12:50

### LP
Na reedycji albumu tytuł utworu „Harfa traw” został podany z literówką.
LP 1

Side A

1. „Got my shoes & my tattoo (Part 1)”
2. „Białe wakacje”
3. „The hill”

Side B

1. „Hafra traw”
2. „Piosenka Nr. 2”

LP 2

Side C
1. „A6”
2. „Miasta i nieba”
3. „Peron 4”

Side D

1. „September”
2. „Got my shoes & my tattoo (Part 2)”